# Dürrenäsch
Dürrenäsch (im schweizerdeutschen Ortsdialekt: æːʃ) ist eine Einwohnergemeinde im Schweizer Kanton Aargau. Sie gehört zum Bezirk Kulm und liegt an der Wasserscheide zwischen Wynental und Seetal.

## Geographie
Das Dorf besitzt eine lockere Siedlungsstruktur mit einigen auseinander liegenden Häusergruppen, die stellenweise mit dem kleinen Zentrum zusammengewachsen sind. Es liegt in einem Sattel des Höhenzugs, der das Wynental vom Seetal trennt. Der weitaus grössere Teil des Gemeindegebiets wird gegen Westen in Richtung Wyna entwässert. Gegen Süden hin steigt das Gelände sanft zur Wandfluh (766 m ü. M.) an; am Hang liegen etwas vom Dorfzentrum versetzt die Weiler Untersädel (610 m ü. M.) und Obersädel (650 m ü. M.). Am nördlichen Ende des Sattels liegt der 630 Meter hohe Bampf. Der östliche und nordöstliche Teil der Gemeinde gehört geographisch zum Seetal, an der Grenze zu Leutwil liegt der Weiler Wolfacher (608 m ü. M.).
Die Fläche des Gemeindegebiets beträgt 591 Hektaren, davon sind 221 Hektaren bewaldet und 84 Hektaren überbaut. Der höchste Punkt befindet sich auf 766 Metern auf dem Gipfel der Wandfluh, der tiefste auf 495 Metern an der Grenze zu Teufenthal. Nachbargemeinden sind Seon im Norden, Hallwil und Boniswil im Nordosten, Leutwil im Südosten, Zetzwil im Süden, Oberkulm im Südwesten sowie Unterkulm und Teufenthal im Westen.

## Geschichte
Diverse Einzelfunde belegen eine Besiedlung während der Hallstattzeit und der Römerzeit; auf dem Lindhügel wurden Gräber der Alamannen entdeckt. Die erste Erwähnung von Aske inferior erfolgte im Jahr 893 in einem Zinsrodel des Fraumünsters in Zürich. Der Ortsname geht auf das althochdeutsche (ze) askahe zurück, was «beim Eschengehölz» bedeutet. Im Mittelalter lag das Dorf im Herrschaftsbereich der Grafen von Lenzburg, ab 1173 in jenem der Grafen von Kyburg. Nachdem diese ausgestorben waren, übernahmen die Habsburger 1273 die Landesherrschaft und die Blutgerichtsbarkeit. Inhaber der niederen Gerichtsbarkeit waren die Herren von Trostburg.

Luftansicht (1964)

1415 eroberten die Eidgenossen den Aargau. Dürrenäsch gehörte nun zum Untertanengebiet der Stadt Bern, dem so genannten Berner Aargau. 1528 führten die Berner die Reformation ein. Die Herrschaft Trostburg war 1346 in den Besitz der Herren von Reinach gelangt, 1486 an die Hallwyler. Diese verkauften 1616 ihren Besitz an die Stadt Brugg. Bern duldete den Machtzuwachs seiner Untertanenstadt jedoch nicht und zog die Herrschaftsrechte an sich. Dürrenäsch bildete daraufhin einen Teil des Gerichtsbezirks Trostburg innerhalb des Amtes Lenzburg. Ein Brand zerstörte 1782 einen grossen Teil des Dorfes. Im März 1798 nahmen die Franzosen die Schweiz ein, entmachteten die «Gnädigen Herren» von Bern und riefen die Helvetische Republik aus. Dürrenäsch gehört seither zum Kanton Aargau.
Im 18. Jahrhundert entwickelte sich die Baumwollweberei, die später durch die Strohflechterei in Heimarbeit abgelöst wurde. Mitte des 19. Jahrhunderts bürgerte die Gemeinde aufgrund des Gesetzes zur Bekämpfung der Heimatlosigkeit jenische Familien ein. In der zweiten Hälfte des 19. Jahrhunderts ging die Bevölkerungszahl um über dreissig Prozent zurück. Viele Bewohner waren verarmt und mussten aus ihrer Heimat wegziehen, nicht wenige davon wanderten nach Übersee aus. Ab 1863 wurden Zigarren hergestellt, ab 1878 Korkwaren. Diese Industriezweige verschwanden in den 1950er Jahren und machten neuen Unternehmen Platz.
1956 schuf der Industrielle Herbert Bertschy-Ringier das Auslandschweizer-Home, eine Ferienkolonie für Landsleute aus aller Welt. In der Hauptsaison um den 1. August machten dort bis zu 300 Auslandschweizer Ferien. Die Ferienkolonie schloss 1979.
Am 4. September 1963 stürzte eine Caravelle III der Swissair auf dem Weg von Zürich nach Genf bei Dürrenäsch ab. Alle 80 Personen an Bord von Swissair-Flug 306 starben, mehr als die Hälfte der Opfer stammten aus dem Dorf Humlikon im Kanton Zürich. Ein Denkmal am Absturzort erinnert an dieses Unglück.

## Wappen

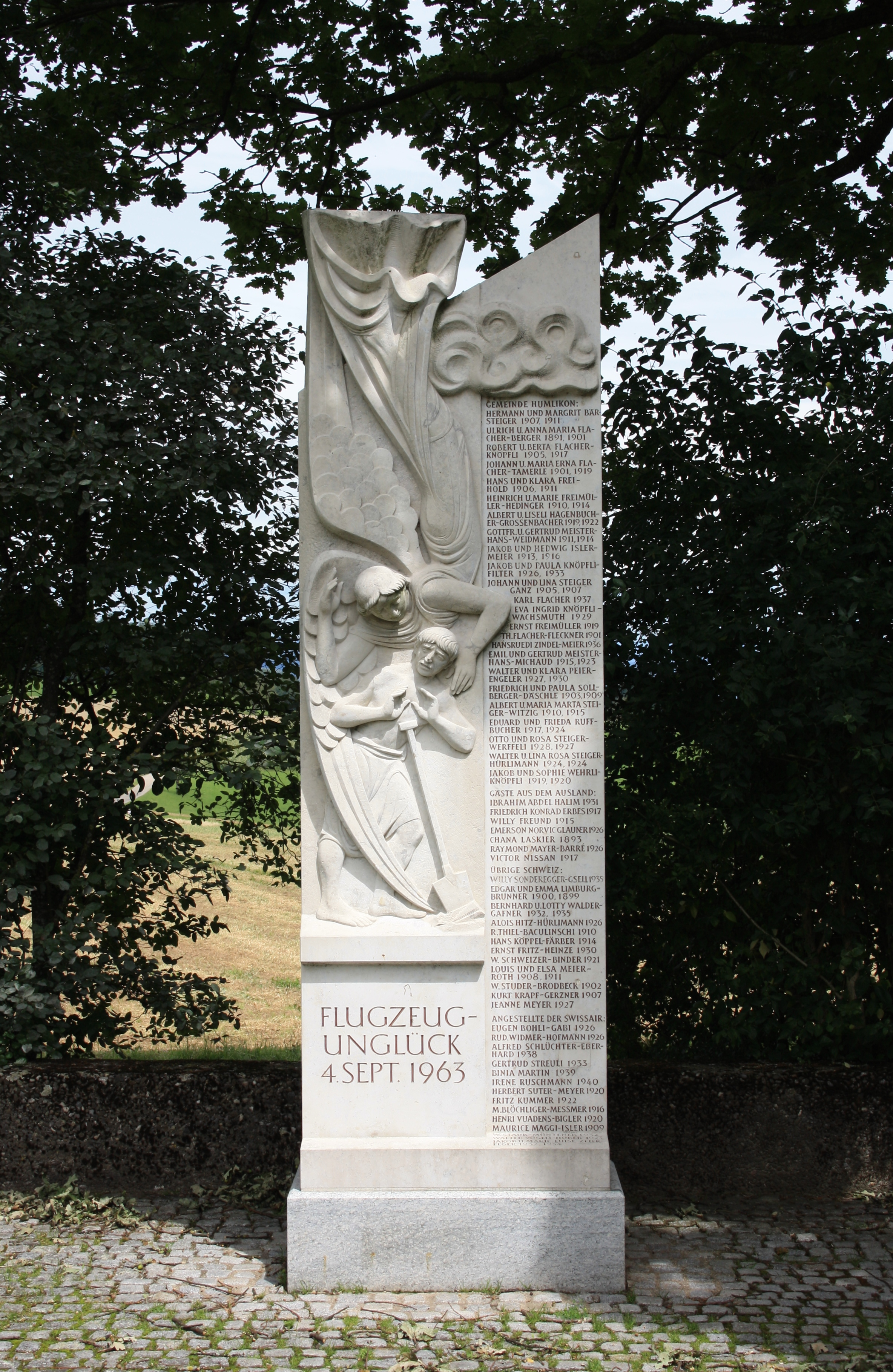
Gedenkstein für die Opfer des Flugzeugabsturzes vom 4. September 1963

Die Blasonierung des Gemeindewappens lautet: «In Gelb auf grünem Dreiberg steigender roter Löwe, einen schwarzen Ast haltend.» Das Wappen, welches erstmals 1811 auf dem Gemeindesiegel abgebildet war, ist auf eine unkorrekte Deutung des Namens zurückzuführen. Der Löwe symbolisiert die einstige Herrschaft der Habsburger über das Dorf. Die heutige Variante des Wappens wurde 1952 definitiv eingeführt, zuvor war zeitweise ein Wappen mit gelben Löwen auf blauem Grund verwendet worden.

## Sehenswürdigkeiten

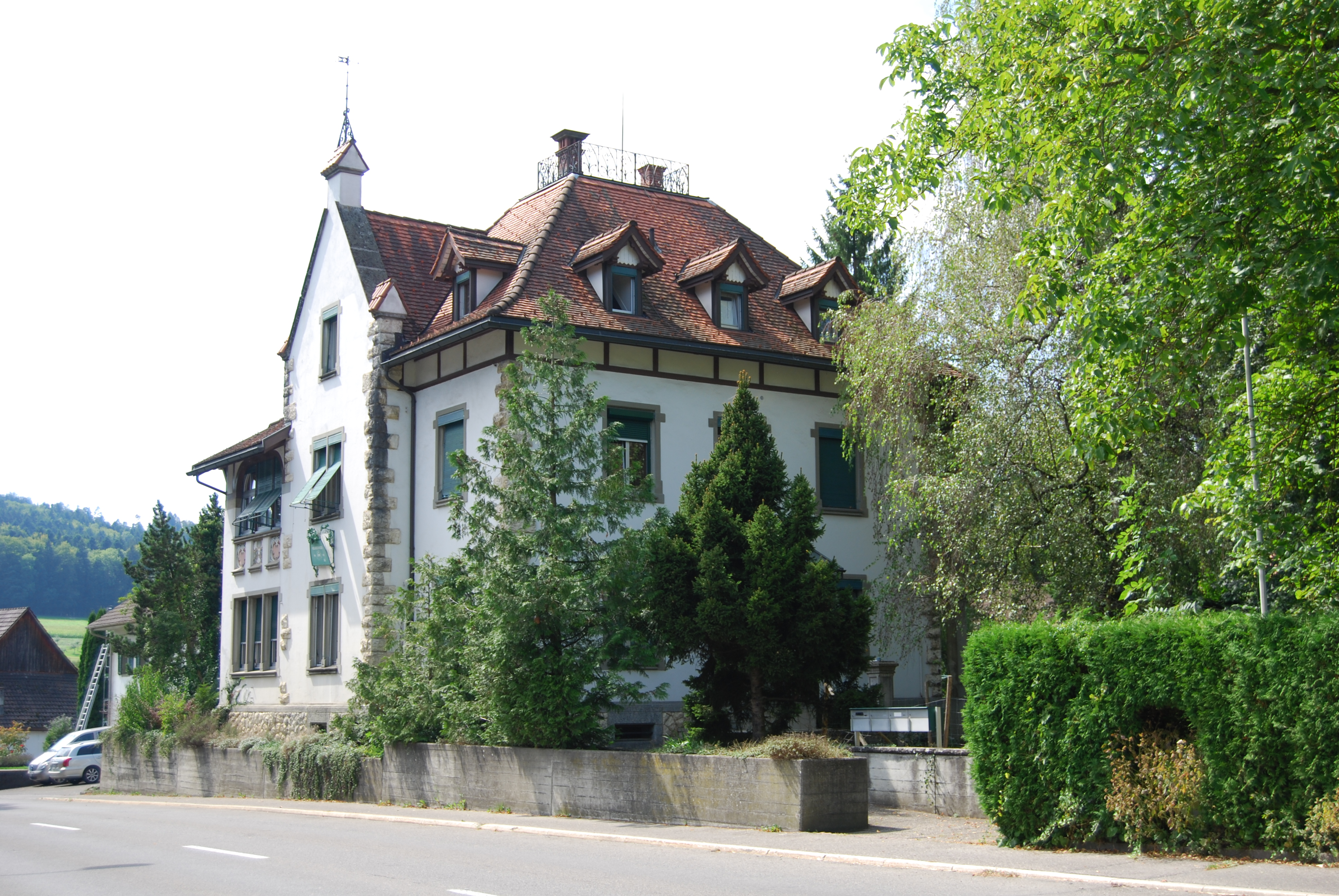
Auslandschweizerheim

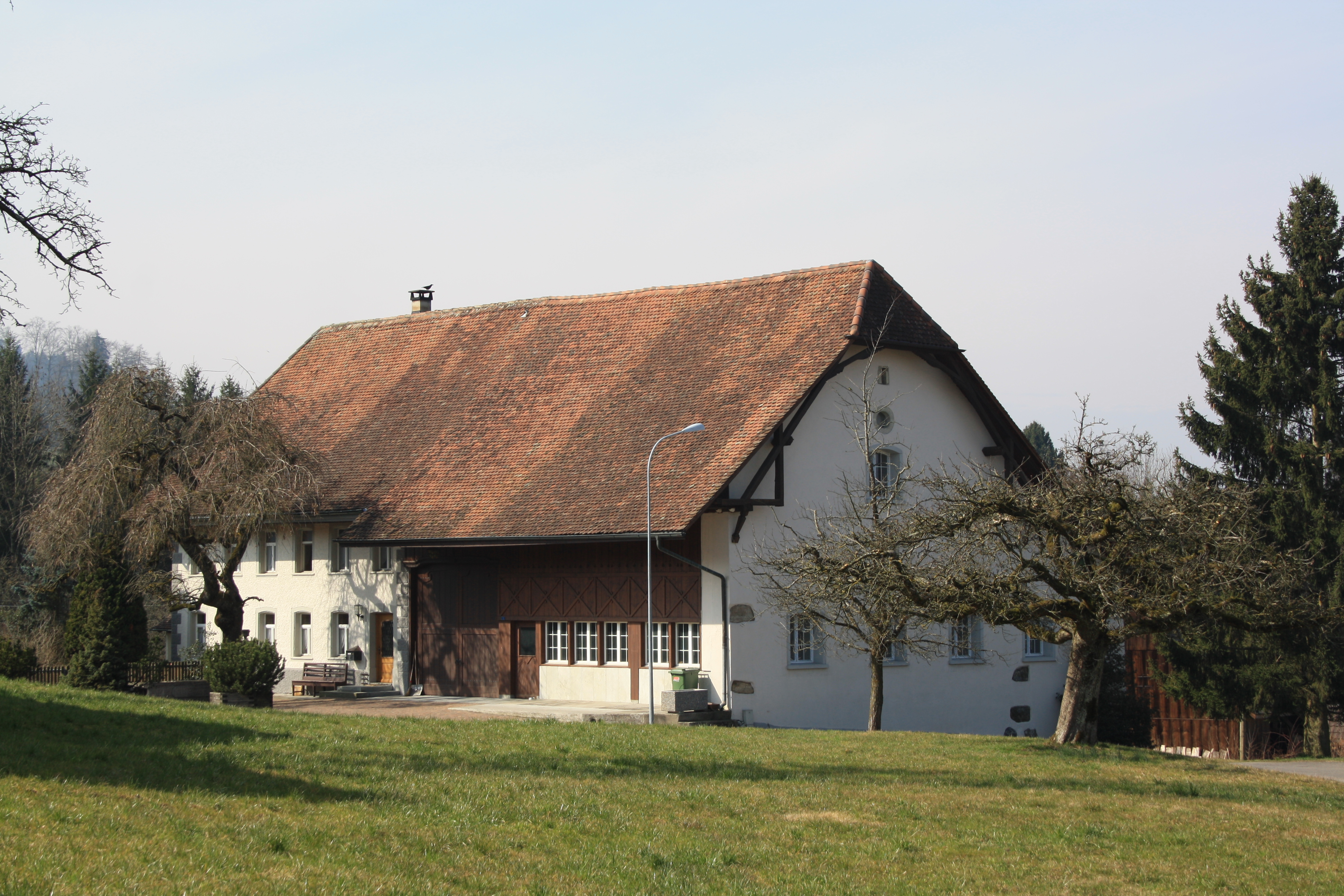
Ortstypisches Bauernhaus

## Bevölkerung
Die Einwohnerzahlen entwickelten sich wie folgt:
| Jahr      | 1764 | 1850 | 1900 | 1930 | 1950 | 1960 | 1970 | 1980 | 1990 | 2000 | 2010 | 2020 |
| Einwohner | 443  | 1112 | 766  | 863  | 878  | 899  | 959  | 989  | 1056 | 1115 | 1146 | 1329 |

Am 31. Dezember 2023 lebten 1373 Menschen in Dürrenäsch, der Ausländeranteil betrug 13,3 %. Bei der Volkszählung 2015 bezeichneten sich 52,8 % als reformiert und 11,9 % als römisch-katholisch; 35,3 % waren konfessionslos oder gehörten anderen Glaubensrichtungen an. 90,7 % gaben bei der Volkszählung 2000 Deutsch als ihre Hauptsprache an, 3,3 % Türkisch, 2,0 % Serbokroatisch und 0,9 % Albanisch.

## Politik und Recht
Die Versammlung der Stimmberechtigten, die Gemeindeversammlung, übt die Legislativgewalt aus. Ausführende Behörde ist der fünfköpfige Gemeinderat. Er wird im Majorzverfahren vom Volk gewählt, seine Amtsdauer beträgt vier Jahre. Der Gemeinderat führt und repräsentiert die Gemeinde. Dazu vollzieht er die Beschlüsse der Gemeindeversammlung und die Aufgaben, die ihm vom Kanton zugeteilt wurden. Für Rechtsstreitigkeiten ist in erster Instanz das Bezirksgericht Kulm zuständig. Dürrenäsch gehört zum Friedensrichterkreis IX (Unterkulm).

## Wirtschaft
In Dürrenäsch gibt es gemäss der im Jahr 2015 erhobenen Statistik der Unternehmensstruktur (STATENT) rund 780 Arbeitsplätze, davon 4 % in der Landwirtschaft, 28 % in der Industrie und 68 % im Dienstleistungsbereich. Zwei Unternehmen prägen heute das wirtschaftliche Leben: Die Logistik- und Transportfirma Bertschi AG mit weltweit rund 2900 Mitarbeitern und 62 Niederlassungen hat ihren Hauptsitz in Dürrenäsch. Aus der ehemaligen Korkwarenfabrik entstand in den 1950er Jahren die Sager AG, die PVC-Profile, Glaswolle und Dämmstoffe herstellt; schweizweit bekannt ist die Firma vor allem für den Schaumpolystyrol Sagex. Zahlreiche Erwerbstätige sind Wegpendler und arbeiten in den grösseren Ortschaften der Umgebung oder in der Region Aarau/Lenzburg.

## Verkehr
Das Dorf liegt etwas abseits der Hauptverkehrsachsen, ist aber durch gut ausgebaute Nebenstrassen mit dem Wynental und dem Seetal verbunden. Der Anschluss an das Netz des öffentlichen Verkehrs erfolgt durch die Buslinie Teufenthal–Seengen–Lenzburg der Gesellschaft Regionalbus Lenzburg.

## Bildung
Die Gemeinde verfügt über einen Kindergarten und ein Schulhaus, in dem die Primarschule unterrichtet wird. Sämtliche Oberstufen der obligatorischen Volksschule (Realschule, Sekundarschule und Bezirksschule) können in Seon besucht werden. Die nächstgelegenen Gymnasien sind die Alte Kantonsschule und die Neue Kantonsschule, beide in Aarau.

## Persönlichkeiten
- Alexander Aeschbach (* 1974), Radrennfahrer
- Hans-Jörg Bertschi (* 1957), Betriebsökonom und Manager von Logistikunternehmen
- Friedrich Walti (1933–2011), Schriftsteller, ehemaliger aargauischer Verfassungsrat